# British Rail Class 333
British Rail Class 333 - typ elektrycznych zespołów trakcyjnych dostarczonych w roku 2000 przez koncern Siemens AG, o konstrukcji opartej na wprowadzonych pociągach British Rail Class 332. Zbudowano 16 składów, zaś miejscem ich eksploatacji od początku była północna Anglia. Obecnie są one częścią taboru przewoźnika Northern Rail. 

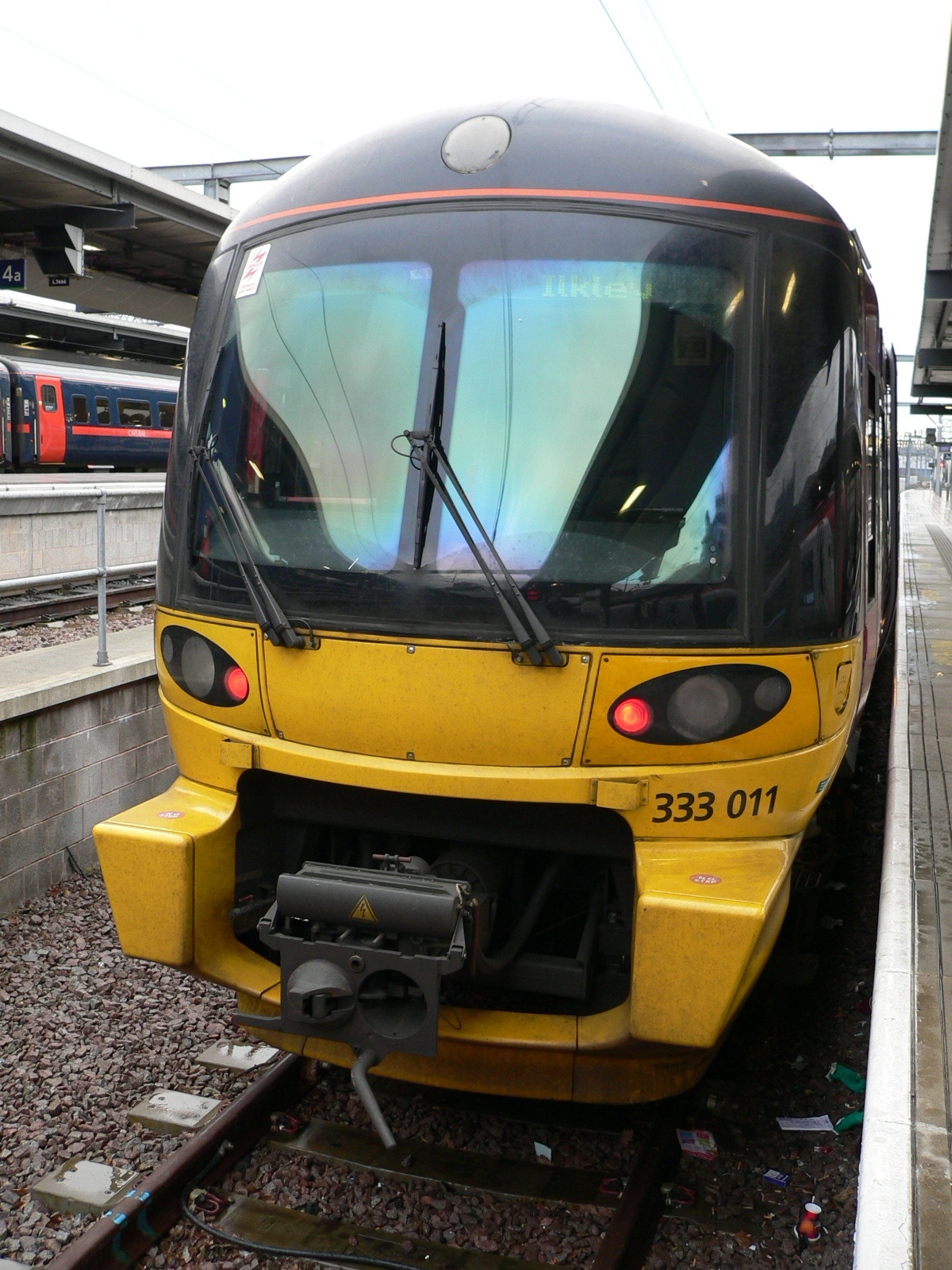
Przód pociągu